# شلقان
شلقان إحدى قرى مركز القناطر الخيرية التابع لمحافظة القليوبية بجمهورية مصر العربية.

## التاريخ
قرية شلقان من القرى القديمة، حيث وردت باسم «شلقان» في أعمال الشرقية ضمن قرى الروك الصلاحي التي أحصاها ابن مماتي في كتاب قوانين الدواوين، كما وردت في أعمال القليوبية ضمن قرى الروك الناصري التي أحصاها ابن الجيعان في كتاب «التحفة السنية بأسماء البلاد المصرية». وفي العصر العثماني ورد اسمها في التربيع العثماني الذي أجراه الوالي العثماني سليمان باشا الخادم في عصر السلطان العثماني سليمان القانوني ضمن قرى ولاية القليوبية، وفي تاريخ 1228هـ/1813م الذي عدّ قرى مصر بعد المسح الذي قام به محمد علي باشا باسم «شلقان» ضمن قرى مديرية القليوبية.

## السكان
بلغ عدد سكان شلقان 22,222 نسمة، حسب الإحصاء الرسمي لعام 2006.